# کنفرانس بین‌المللی هولوکاست و نسل‌کشی
کنفرانس بین‌المللی هولوکاست و نسل‌کشی (انگلیسی: International Conference on the Holocaust and Genocide) اولین کنفرانس بزرگ در زمینه تحقیقات حول نسل‌کشی بود که در تاریخ ۲۰ تا ۲۴ ژوئن ۱۹۸۲ در تل‌آویو برگزار شد. این کنفرانس در ۱۹۷۹ تأسیس شد. هدف این کنفرانس درک بیشتر و جلوگیری از هرگونه نسل‌کشی بود. این یک تغییر دیدگاه از یک پدیده غیرمنطقی به پدیده‌ای شد که قابل تحقیق و مطالعه و بررسی است.
در این میان دولت ترکیه به دلیل وجود سخنرانی‌هایی در مورد نسل‌کشی ارمنی‌ها تلاش کرد با انکار نسل‌کشی این کنفرانس را لغو نماید. ترکیه تهدید نمود که مرزهای خود را به روی یهودیان سوریه و ایران که براثر آزار و اذیت می‌گریختند می‌بندد و در نتیجه زندگی یهودیان را به خطر می‌انداخت. این تهدیدها باعث شد تا وزارت امور خارجه اسرائیل تلاش کند کنفرانس را لغو کرده و شرکت کنندگان را به شرکت نکردن در کنفرانس ترغیب نماید.در ید وشم که یادبود رسمی هولوکاست در اسرائیل است و هدف از آن زنده نگه داشتن یاد قربانیان جنایات نازی‌ها و حفظ اسناد و آثار فاجعه نسل‌کشی یهودیان می‌باشد بسیاری از شخصیت‌های مشهور، از جمله الی ویزل، در کنفرانس شرکت نکردند. با اینحال برگزارکنندگان کنفرانس از حذف نسل‌کشی ارمنی‌ها از برنامه خودداری کردند و به هر حال کنفرانس را برگزار کردند. به دنبال آن هر دو دولت ترکیه و اسرائیل به دلیل نقض آزادی آکادمیک با انتقاداتی روبرو شدند.

## آماده‌سازی

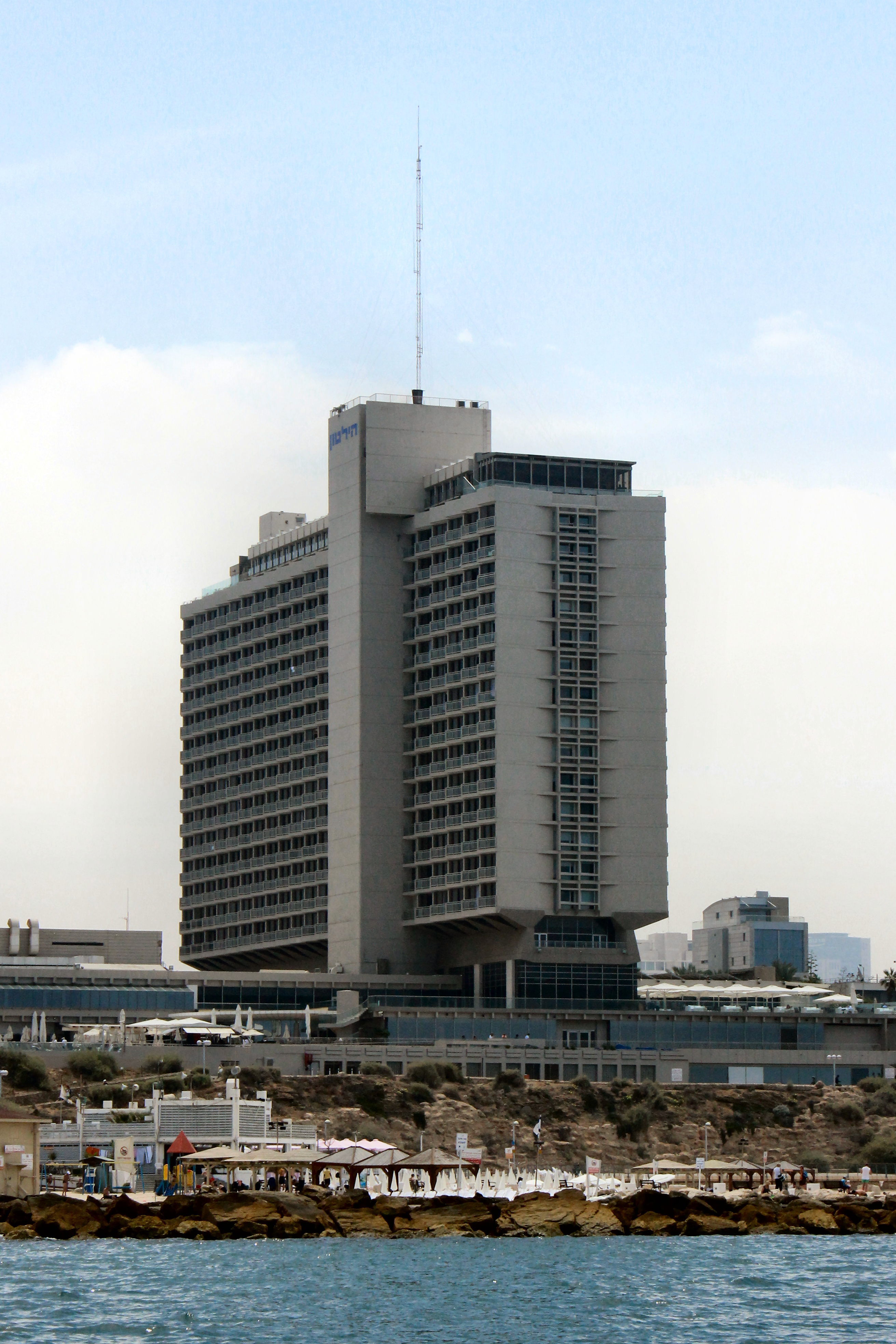
هتل هیلتون تل‌آویو، جایی که در آن کنفرانس برگزار شد.

در ۱۹۷۹ مؤسسه هولوکاست و نسل‌کشی توسط الی ویزل فعال حقوق بشر و بازمانده هولوکاست، چارنی روان‌شناس اسرائیلی و شمای دیویدسون روان‌پزشک با هدف مطالعه و تحقیق در زمینه نسل‌کشی علیه مردم تأسیس شد. این مؤسسه کنفرانسی را برنامه‌ریزی کرد تا در ژوئن ۱۹۸۲ برگزار شود، این اولین گردهمایی برزگ بین‌المللی بود که به تحقیق و مطالعه در زمینه نسل‌کشی اختصاص داشت.
در بین بیش از صد سخنرانی برنامه‌ریزی شده، شش سخنرانی به نسل‌کشی ارمنی‌ها اختصاص داشت. که در آن به نابودی سیستماتیک حدود یک میلیون ارمنی عثمانی در طول جنگ جهانی اول پرداخته می‌شد. اما از زمان ایجاد جمهوری ترکیه، همه دولت‌های ترکیه هرگونه ارتکاب جنایتی علیه مردم ارمنستان را انکار کرده‌اند. تلاش‌ها برای ثبت نام کشورهای دیگر در این انکار دولت‌ها مربوط به دهه ۱۹۲۰ است. لوون چورباجیان جامعه‌شناس آمریکایی می‌نویسد: «روش کار ترکیه در همه حال پایدار است و در مواضع حداکثری این کشور هیچ مصالحه‌ای به جز تهدید و تهدید وجود ندارد» زیرا در پی این است تا از هرگونه اشاره به نسل‌کشی ارمنی‌ها جلوگیری کند. در ۱۹۸۲ ترکیه از معدود دولت‌هایی با اکثریت مسلمان بود که با اسرائیل روابط دیپلماتیک برقرار کرد. اسرائیل هرگز نسل‌کشی ارمنی‌ها را به دلیل نگرانی در مورد رابطه خود با ترکیه به رسمیت نشناخته است. در این کنفرانس برای اولین بار بحث در مورد نسل‌کشی ارمنی‌ها در صحنه عمومی را مورد بحث و بررسی قرار داد.
این کنفرانس با حمایت رسمی ید وشم که یادبود رسمی هولوکاست در اسرائیل است برگزار شد و قرار بود با یک مراسم مشعل در «ید وشم» آغاز شود. ویزل سخنرانی اصلی را ارائه می‌کرد. سخنرانان دیگر ییتزهاک آراد، مدیر ید وشم گیدئون هاوسنر، دادستان دادگاه آیشمن در نظر گرفته شدند. نیمی از محققان از کشور اسرائیل دعوت شدند و بقیه از کشورهای دیگر بودند. چند هفته قبل از آغاز کنفرانس، اسرائیل به لبنان حمله کرد. برگزارکنندگان کنفرانس بیانیه ای در مخالفت با جنگ صادر کردند. این کنفرانس در هتل هیلتون تل آویو برگزار شد.
دیرک موزس، مورخ در خصوص کنفرانس اظهار داشت، این کنفرانس «اقدامی پر خطر بود زیرا ادعاهای مختلفی را در حوزه هدف این مؤسسه نوپا و روابط تجاری کشورها برمی‌انگیخت»، به عنوان مثال: «کنفرانس یک ماده ضروری درمورد حقوق بشر به ویژه برای کسانی که قبلاً اقدام به نسل‌کشی کرده بودند را بارز کرد.» برگزارکنندگان سعی کردند حضور آکادمیست‌های برجسته ازجمله ایروینگ هورویتز و رابرت جی لیفتون را تضمین کنند تا بدینوسیله بتوانند به اندازه کافی آمار ثبت نام کنند را بالا ببرند تا کنفرانس از نظر مالی حلال باشد، اما سرانجام هر دو عقب‌نشینی کردند زیرا چارنی قادر به تضمین پرداخت هزینه سفر و محل اقامت آنها نبود.

## اقدام به لغو
به گفته یئیر آرون، مورخ اسرائیلی، مقامات ترکیه احتمالاً از طریق مقاله‌ای در اورشلیم پست از برگزاری این کنفرانس در ۲۰ آوریل ۱۹۸۲مطلع شدند. گروهی از یهودیان ترکیه برای اینکه نشان دهند زندگی یهودیان در ترکیه در صورت برگزاری کنفرانس به خطر خواهد افتاد از اسرائیل دیدار کردند. وزارت امور خارجه ترکیه برای لغو کنفرانس، جاک ویسید، رئیس شورای غیر روحانی جامعه یهودیان ترکیه را به اسرائیل اعزام کرد. چارنی بعدها متذکر شد که ویسید در تل آویو او را متهم کرده بود به اینکه اگر کنفرانس برگزار شود مرز ترکیه که معبر یهودیان سوریه و ایران برای فرار از کشور است بسته خواهد شد.
به دنبال فشارهای ترکیه، وزارت امور خارجه اسرائیل سعی کرد کنفرانس را لغو نماید، سخنگوی وزارت خارجه این موضوع را تأیید کرد و گفت: «انجام این امر به نفع یهودیان نبود». بنا به گفته چارنی، چند ماه قبل از کنفرانس، او و سایر برگزارکنندگان از وزارت خارجه اسرائیل درخواست‌هایی برای لغو کنفرانس دریافت کردند. برگزارکنندگان کنفرانس پیشنهاد کردند سخنرانی‌های مرتبط به نسل‌کشی ارمنی‌ها را از برنامه رسمی حذف کنند اما در کنفرانس واقعی سخنرانی برگزار شود، اما این پیشنهاد توسط مقامات اسرائیلی رد شد. ویسید و چارنی در امتناع از عدم دعوت از ارمنی زبانان متحد بودند. اما مقامات اسرائیلی پیشنهاد کردند که تمام قسمت‌های کنفرانس که مربوط به هولوکاست نیستند لغو شود، که این پیشنهاد توسط برگار کنندگان رد شد.
این کنفرانس با حمایت رسمی ید وشم که یادبود رسمی هولوکاست در اسرائیل است برگزار گردید و قرار بود مراسم مشعل در ید وشم آغاز شود و ویزل سخنران اصلی کنفرانس بود و از جمله آراد مدیر ید وشم و گیدئون هاوسنر دادستان دادگاه ایشمن جزو دیگر سخنرانان در این مراسم بودند. نیمی از محققان دعوت شده از اسرائیل و سایر کشورها بودند. این کنفرانس در هتل هیلتون تل‌آویو برگزارشد و برگزارکنندگان در آن بیانیه ای در مخالفت با جنگ صادر کردند.
دیرک موزس، مورخ در خصوص کنفرانس اظهار داشت، این کنفرانس «اقدامی پر خطر بود زیرا ادعاهای مختلفی را در حوزه هدف این مؤسسه نوپا و روابط تجاری کشورها برمی‌انگیخت»، به عنوان مثال «برگزاری کنفرانس برای حقوق بشر» به عنوان پرداختن به یک ضرورت به خصوص کسانی که درگذشته اقدام به نسل‌کشی کرده‌اند ضروری دارد. برگزارکنندگان تلاش کردند حضور شخصیت‌های آکادمیک برجسته از جمله ایروینگ هورویتز و رابرت جی لیفتون را برای حضور در این کنفرانس تضمین کنند تا بدینوسیله آرای کسانی که برای ثبت نام اقدام می‌کردند را به دست آورند، با اینحال سرانجام برگزار کنندگان عقب‌نشینی کردند چرا که چارلی نتوانست هزینه سفر و محل اقامت آنها شرکت کنندگان را تضمین کند.

## کنفرانس
در این کنفرانس به صراحت گفته شد که از نظر ارزشی نسل‌کشی یک عمل غیر علمی بود زیرا در همان هنگام شروع نسل‌کشی خنثی نبود بلکه با مخالفت و رفتار نامتناسب با قربانیان نسل‌کشی آغاز شد. به همین منظور نقشی که این کنفرانس ایفا کرد نگاه به نسل‌کشی که یک پدیده غیر منطقی می‌نمود را به پدیده‌ای قابل بررسی و مطالعه تبدیل کرد.
براساس برنامه‌ریزی انجام شده، این کنفرانس قرار بود از بیستم تا بیست و چهارم ژوئن در تل‌آویو برگزار شود و پیش‌بینی شده بود حدود ۲۵۰ تا ۳۰۰نفراز ششصد محققی که در نظر گرفته شده بود، در چندین مبحث مختلف حضور پیدا کنند. در این کنفرانس رونالد آرونسون، دانشمند مطالعات یهود، آلن ال‌برگر، محقق حقوق بین‌الملل لوئیس رنه برز،  فعال حقوق بشر لوئیس کوتن و سیاستمدار تبتی فانستاک ونگیال، همچنین شاه عجمیان اسقف اعظم کلیسای ارمنی سخنرانی کردند. عنوان این سخنرانی‌ها از این قرار بود: «سناریوهای نسل‌کشی گذشته و آینده»، «مطالعات موردی» (بررسی هولودومور، اوضاع تبت پس از الحاق چینی‌ها، سیستم اردوگاه کار اجباری گولاگ شوروی، نسل‌کشی رومی‌ها و نسل‌کشی کامبوج)، «پویایی نسل‌کشی»، «هنرها، دین و آموزش» و «به سوی مداخله و پیشگیری». برگزار گردید.در چندین سخنرانی به سیستم‌های هشدار سریع برای بررسی عوامل خطرناک نسل‌کشی قبل از وقوع اشاره کردند.
عجمیان با حضور تدی کولک، شهردار اورشلیم و سایر سیاستمداران اسرائیلی ضیافت شامی را برای مهمانان ارمنی در هتل کینگ دیوید برگزار کردند. یاقیش دردریان، پاتریارک ارمنی اورشلیم، میزبانی صدها بازدیدکننده را در پاتریارک ارمنستان قدس برعهده داشتند. لیلی کوپکی، دبیرکل کمیته عمومی آشویتس و دیگر بازماندگان اردوگاه نابودی در اسرائیل، گزارش داد که برگزارکنندگان با وجود همه سختی‌ها در انجام موفقیت‌آمیز کنفرانس فوق‌العاده عمل کردند.

## واکنش‌ها
به دنبال برگزاری کنفرانس یک جنجال مطبوعاتی بین‌المللی رخ داد. این موضوع جنگ لبنان را تحت الشعاع قرار داد، این کنفرانس انعکاس مختصری در روزنامه‌های اسرائیل داشت. اگرچه برخی از روزنامه نگاران اسرائیلی از اقدامات دولت خود انتقاد کردند. با اینحال، ناهوم بارنیا توضیح داد: «ما سالها در مورد توطئه سکوت صحبت می‌کردیم که ملتهای جهان در مورد هولوکاست به دلایل مصلحت اندیشانه یا استثمار سیاسی سکوت کرده بودند و اکنون می‌دانستیم که این برای ما نیز اتفاق می‌افتد.» در هاآرتس، آموس ایلون رفتار ید وشم در خودداری اسرائیل از به رسمیت شناختن نسل‌کشی ارمنی‌ها را محکوم کرد، و اظهار داشت: «اگر دولت ایتالیا (برای جلوگیری از صدمه زدن به طلبکاران و مدعیان آلمانی خود) هاوسنر را آراد می‌کرد چه می‌گفتند؟ کنفرانس علمی بین‌المللی در مورد نسل‌کشی در رم، از هولوکاست یهودی در سالهای ۱۹۴۰–۱۹۴۵ دیگر ذکری به میان نخواهد آمد؟» آراد پاسخ داد که وی با مقایسه برگزارکنندگان هولوکاست با سایر نسل‌کشی‌ها، به ویژه ارمنستان مخالف است. ایلون در پایان گفت: «شرکت کنندگان با برداشت خاصی از ید وشم، با قامت اخلاقی مناسب و استقلال سیاسی و فکری خود به کشورهای خود بازگشتند.»
آرون خاطرنشان کرد تلاش‌ها برای لغو کنفرانس، «کنفرانس را به عرصه‌ای برای پیشبرد یک سری معضلات اخلاقی تبدیل کرد». هاینر لیختن اشتاین روزنامه‌نگار دویچه وله، در گزارشی از این کنفرانس، اظهار داشت برگزارکنندگان تصمیم درستی گرفته‌اند. اسرائیل به دلیل تاریخچه خود نباید اجازه دهد که توسط کشورهایی که سوابق ضعیف حقوق بشری دارند مورد آزار و اذیت قرار گیرد. دونالد بلاکسام، مورخ، تلاش صورت گرفته برای لغو کنفرانس را «یکی از برجسته‌ترین اقدامات ترکیه را در انکار کردن» دانست و اظهار داشت: آنطور که ترکیه در زمینه نسل‌کشی در عدم آگاهی عمومی نقش داشته قابل کتمان نیست. در مجله ییل رویو، ترنس دس پرایس تلاش برای لغو کنفرانس را یکی از بارزترین نمونه‌های «دانش سفارشی قدرت» خواند و نوشت قهرمانان دانش در برابر زورمندان قدرت ایستادند. راجر دبلیو اسمیت، اریک مارکوزن و رابرت جی لیفتون، محققان نسل‌کشی، این کنفرانس را بخشی از تمایل ترکیه برای شانتاژ بسیار بکار برد، از جمله تهدیدها و برهم زدن کنفرانس‌های دانشگاهی، جلوگیری از یادگیری یهودیان در مورد نسل‌کشی ارمنستان. هوانیسیان در این زمینه اظهار داشت که «افراد با وجدان خوب پیروز شدند، و حاضر نشدند ملاحظات سیاسی را بیش از انگیزه‌های اخلاقی یا انسانی قرار دهند». چارنی نوشت وقتی منافع زیادی در معرض خطر باشد، دولت می‌تواند تا حدی در آزادی آکادمیک دخالت کند، اما دولت اسرائیل با دروغ گفتن به شرکت کنندگان در کنفرانس و با رفتارش از گزارش روزنامه‌ها مبنی بر لغو نشدن کنفرانس جلوگیری کرد، اما اشاره کرد با انتقال کنفرانس به مکانی دیگر توجهی به برگزاری و ادامه کار نشد. چارنی معتقد است که سازماندهی کنفرانس منجر به محرومیت وی از تصدی پست در دانشگاه تل آویو شد.